# フリッツ・シダー
フリッツ・シダー（Fritz Schider、姓は Schiederとも、1846年2月13日 - 1907年3月15日）はオーストリア生まれの画家、版画家である。1876年からスイスのバーゼルの美術学校で教えた。

## 略歴
ザルツブルクの工場経営者の息子に生まれた 。父親は画家になることに反対で、レオーベンの鉱山学校（後のMontanuniversität Leoben）に進んだ。1865年までには画家になる決意をして、ウィーン美術アカデミーに入学した。有名な画家になるハンス・マカルト(1840-1884)と知り合い、マカルトに勧められて1866年にミュンヘンに移り、ミュンヘン美術院で1868年から1873年の間、アレクサンダー・フォン・ヴァーグナーやアルトゥール・ランベルク、ヴィルヘルム・リンデンシュミットに学んだ。
ミュンヘンでは自然主義の画家、ヴィルヘルム・ライブル(1844-1900)から影響を受け、ライブルを中心とする「Leibl-Kreis」と呼ばれる画家の一人となった。テオドール・アルト(Theodor Alt: 1846-1937) やアルベルト・フォン・ケラー(Albert von Keller: 1844-1920)といった当時人気のあった画家の作品からも影響を受けた。1877年にライブルの姪の一人と結婚した。
1876年にスイス、バーゼルの非営利団体「Gesellschaft für das Gute und Gemeinnützige（善行協会）」の美術教室の教師になった。マックス・ルー(Max Leu: 1862-1899)や
フリッツ・フェルミー(Fritz Voellmy: 1863-1939)、
ヴィルヘルム・バルマー(Wilhelm Balmer: 1865–1922)、
マックス・ブリ(Max Buri: 1868-1915)、
ブルクハルト・マンゴールド(Burkhard Mangold: 1873-1950)、
カール・ブルクハルト(Carl Burckhardt: 1878-1923)、
ヌマ・ドンゼ(Numa Donzé: 1885-1952)、
フリッツ・バウマン(Fritz Baumann: 1886-1942)といった芸術家を教えた。1891年から1894年にかけて出版された解剖学者のユリウス・コールマン(Julius Kollmann)の美術家や美術愛好家向けの解剖学の大著「Plastische Anatomie des menschlichen Körpers. Ein Handbuch für Künstler und Kunstfreunde」の出版に貢献した。
1885年にバーゼルの市民権を得て、コールマンとの解剖学研究などの功績で、1896年にバーゼル大学医学部から名誉博士号を授与された。
1907年にバーゼルで没した。美術学校の美術教師の後任は、アルブレヒト・マイヤー(Albrecht Mayer: 1875-1952)が務めた。

## 作品

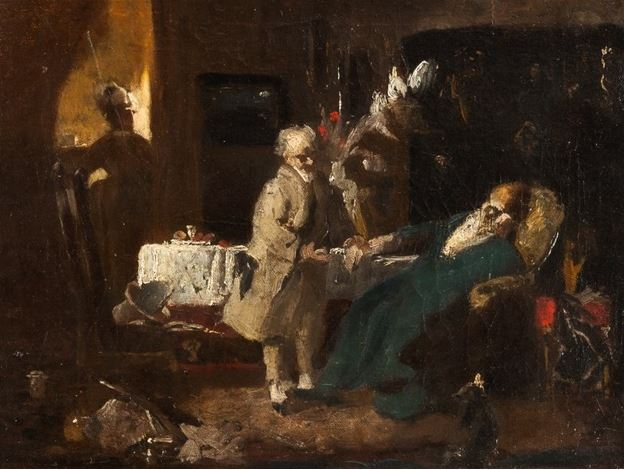
医者の訪問
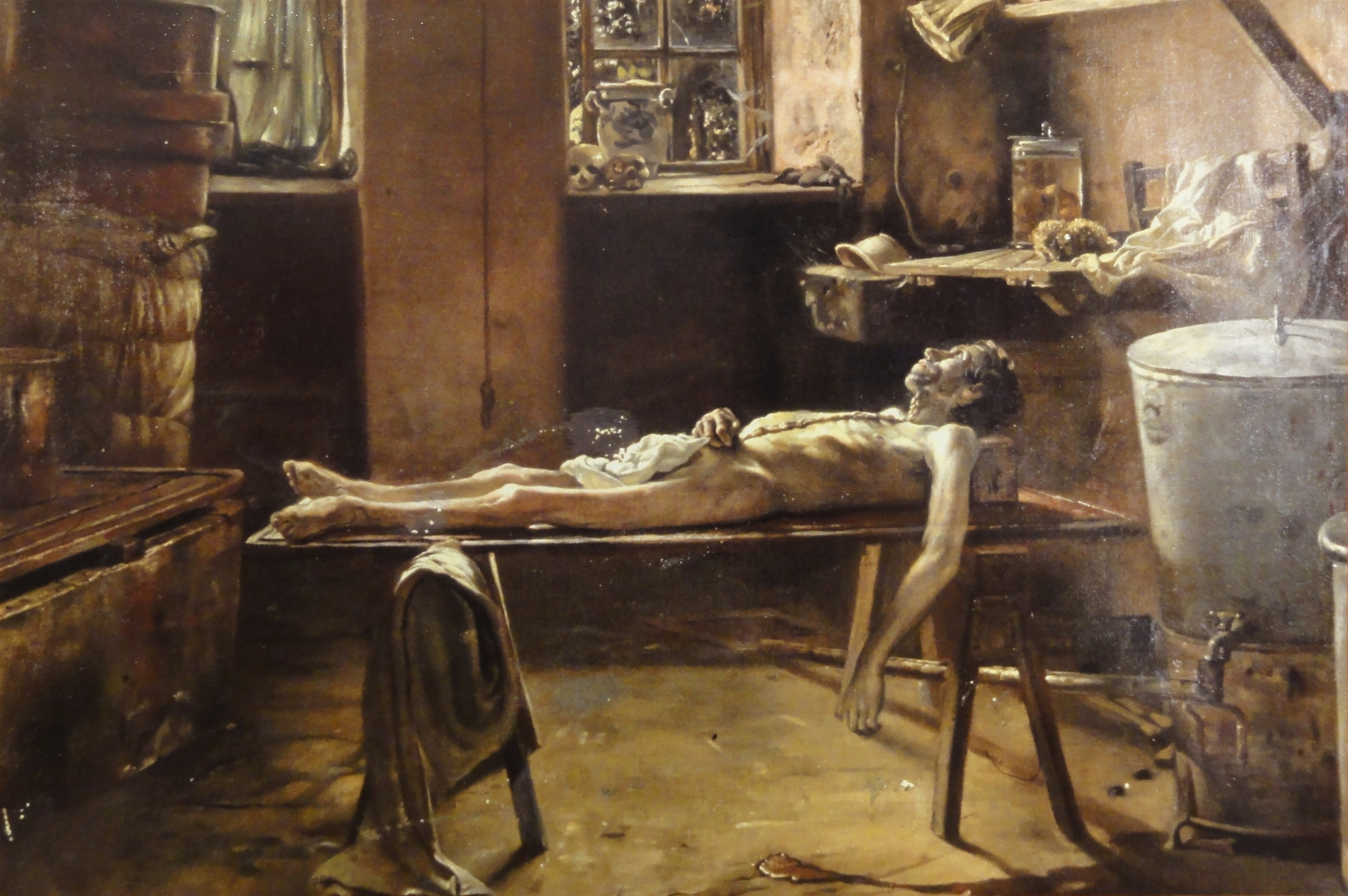
コレギウムの霊安室 Anatomical Museum Basel
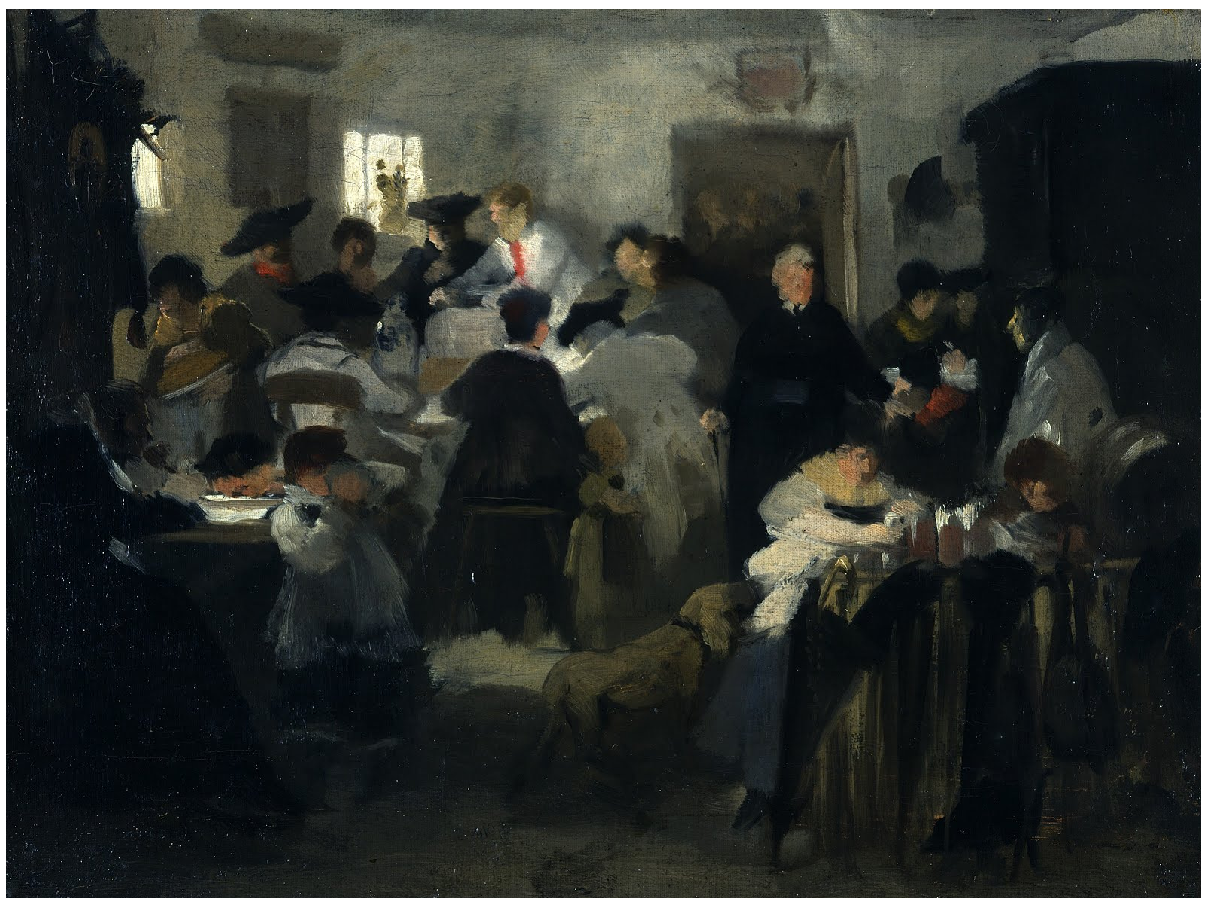
洗礼式